# سدریک سابین
سدریک سابین (انگلیسی: Cédric Sabin؛ زادهٔ ۲ نوامبر ۱۹۷۹) بازیکن فوتبال اهل فرانسه است.
از باشگاه‌هایی که در آن بازی کرده‌است می‌توان به باشگاه فوتبال ونس، باشگاه فوتبال قونیه‌اسپور، باشگاه ورزشی الاهلی قطر، باشگاه فوتبال بیجینگ رن، باشگاه فوتبال ستاره سرخ، و باشگاه فوتبال سدان اشاره کرد.
وی همچنین در تیم ملی فوتبال مارتینیک بازی کرده‌است.